# Aragorn

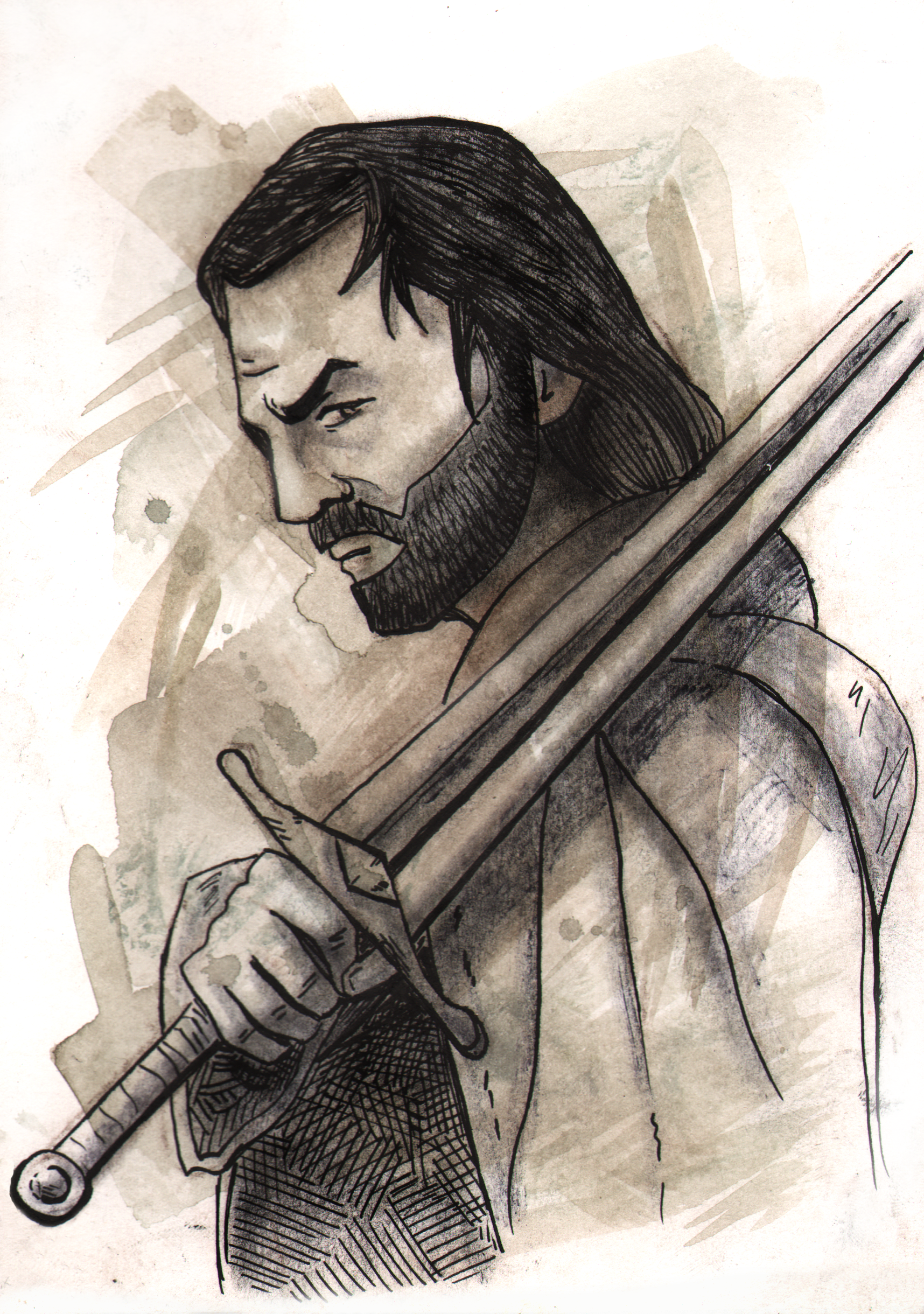
Aragorn

Aragorn je literární hrdina z knihy Johna Ronalda Reuela Tolkiena Pán prstenů, člen Společenstva Prstenu a král a zakladatel Obnoveného království z rodu Dúnadanů. Nazýván byl také Chodec a Elessar.
Ve filmové trilogii Petera Jacksona jej ztvárnil americký herec Viggo Mortensen.

## Život

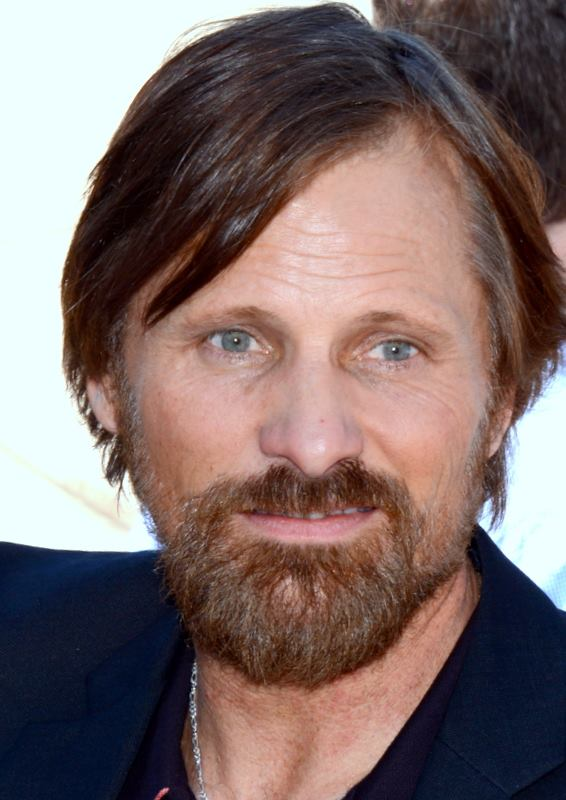
Americký herec Viggo Mortensen – představitel Aragorna z filmové trilogie Petera Jacksona

Aragorn se narodil 1. března 2931 Třetího věku a je synem Arathorna II. a Gilraen.
Aragorn byl po obou rodičích potomkem králů Isildura a Elendila. Přes ně pak prvního krále Númenoru Elrose Tar-Minyatura a skrze něj pak i všech Tří vládnoucích rodů Edain i Eldar. Prostřednictvím ženy krále Thingola Melian i božského řádu Maiar.
Aragornův otec zemřel, když byly chlapci pouhé dva roky, načež se Aragorn se svou matkou uchýlil do Roklinky. Aragorn byl nazván Estel (sindarský výraz pro „naději“) a vyrůstal zde až do r. 2951. V té době mu Elrond prozradil jeho pravou totožnost a daroval mu úlomky Narsilu a Barahirův prsten. Aragorn odmítl Žezlo Annúmiasu, dokud nedospěje k právu držet je. Zhruba v té době se také zamiloval do Elrondovy dcery Arwen.
Od té doby žil Aragorn s Hraničáři v divočině a střežil hranice Kraje a mír v Eriadoru. Roku 2956 se seznámil s Gandalfem a stali se blízkými přáteli. Aragorn svou identitu tajil, aby se o něm nedoslechli sluhové Saurona.  Proto byl pro lidi v Eriadoru záhadnou postavou a v Hůrce mu dali přezdívku Chodec (Hraničář).
Mezi léty 2957–2980 Aragorn podnikal výpravy za dobrodružstvím a sloužil pod praporem Thengela Rohanského a Ectheliona II., gondorského správce. Aragorn tehdy používal pseudonym Thorongil (Orel hvězdy). Roku 2980 s gondorským loďstvem spálil loďstvo Umbaru, ale pak Gondor opustil – k lítosti lidu, i když nikoliv Denethora II., který jej považoval za konkurenci v přízni otce i gondorského lidu. Osaměle putoval dál na Východ a daleký jih a zkoumal lidská srdce a Sauronovy služebníky. Dostal se dokonce na jižní polokouli a stal se největším cestovatelem své doby.
Někdy po návratu na Západ Středozemě se Aragorn znovu setkal s Arwen a daroval jí dědictví svého rodu – Barahirův prsten. Když později požádal Elronda o Arweninu ruku, Elrond odmítl, alespoň do té doby, než se jeho chráněnec stane králem Gondoru a Arnoru.

### Společenstvo Prstenu
V roce 3009 Gandalf a Aragorn společně hledali v Rhovanionu Gluma, kterého Aragorn nalezl v Mrtvých močálech poblíž Mordoru a přinesl jako vězně do síní elfího krále Thranduila v Temném hvozdě. Někdy v té době se v Roklince seznámil s Bilbem a stali se blízkými přáteli – Bilbo složil báseň k jeho jménu (Ne každé zlato třpytívá se...).
30. září 3018 se Aragorn připojil k Frodově výpravě v Hůrce v hospodě U Skákavého poníka. Díky Aragornově pomoci hobiti utekli nazgûlům a dorazili do Roklinky. Elfové v Roklince opravili zlomený Elendilův meč Narsil a Aragorn jej pak nosil pod jménem Andúril (Plamen Západu). Po Elrondově Radě se stal Aragorn členem Společenstva prstenu, přestože od počátku směřoval do Gondoru, aby pomohl svému lidu ve válce. Rozhodl se tedy, že bude výpravu provázet, dokud to bude možné. Poté, co byl Gandalf svržen s balrogem do hlubin Morie, stal se Aragorn vůdcem Společenstva a nastalo mu těžké dilema, zda má dále provázet Froda, nebo se držet svého původního plánu a vydat se do Gondoru. Rozhodnutí odkládal, jak dlouho to bylo možné, provedl Společenstvo Lórienem a později se s ním plavil až k Rauroskému vodopádu. Tam však došlo ke sporu mezi Frodem a Boromirem a Společenstvo se rozpadlo. Frodo se vydal do Mordoru jen sám se Samem, zatímco Boromir padl a Smíšek s Pipinem byli zajati Sarumanovými skřety. Aragorn po těžkém rozhodování nechal Froda odejít, protože cítil, že mu s jeho úkolem už nemůže pomoci, a vydal se s Legolasem a Gimlim pronásledovat skřety a zachránit zajaté hobity.
Přes jejich hrdinskou pouť přes Rohan však skřety nedostihli a ti byli pobiti rohanskými jezdci. Když se Aragorn setkal s jejich vůdcem Éomerem, přes počáteční rozpaky mezi nimi rychle vzniklo přátelství, které vydrželo až do konce jejich životů.
Aragorn se s Legolasem a Gimlim vydal po stopách hobitů do Fangornu, kde se setkal s Gandalfem a rozhodli se pomoci rohanskému králi Théodenovi ve válce se Sarumanem.

### Válka o Prsten
Aragorn významně pomohl Rohirům v bitvě v Helmově žlebu, kde porazili Sarumanovo vojsko skurutů. V Rohanu se Aragorn seznámil také s Éomerovou sestrou Éowyn, která v něm viděla svou naději na slavný a zajímavý život a zamilovala se do něj. Aragornovo srdce však patřilo Arwen, a k Éowyn cítil lítost.
Po výpravě do Železného pasu získal orthancký palantír a protože cítil, že Frodo se v té době blíží k Mordoru, rozhodl se odpoutat Sauronovu pozornost od jeho vlastní říše. Proto za cenu velkého rizika pohlédl do palantíru, vyrval jej ze Sauronovy vůle, odhalil se mu jako Isildurův dědic a vyzval jej k měření sil. Proto se naplno rozeběhla ofenzíva Mordoru vůči Minas Tirith a Aragorn, aby zachránil město, se vydal Stezkami mrtvých ke Kameni Erech, kde se k němu přidala armáda Mrtvých. S jejich pomocí znovu jako před mnoha lety porazil umbarské korzáry poblíž Pelargiru a s gondorským vojskem a pomocí Rohirů zvítězil v bitvě na Pelennorských polích.
Po bitvě tušil, že je nutné dále odpoutávat Sauronovu pozornost od Mordoru, a proto vytáhl se zbytky gondorského vojska proti Mordoru. Před jeho branami vypukla beznadějná bitva proti obrovské převaze, v tu chvíli však Frodo dokončil své poslání, zničil Prsten a mordorská armáda se rozprchla.

### Návrat Krále
Aragorn byl v r. 3019 Třetího věku korunován jako král Elessar Telcontar. Stal se 26. králem Arnoru a 35. králem Gondoru. Krátce poté se oženil s Arwen, s níž měl syna Eldariona a několik dcer. Jméno Elessar (česky Elfkam) získal podle klenotu s ozdravnou mocí, který mu darovala Galadriel před odchodem z Lórienu. Ruce krále, tak byly ruce uzdravitele. Přízvisko Telcontar je quenijským překladem označení Chodec, které mu bylo dáno spíše posměšně hůreckými sedláky, ale byl tak představen i hobitům ze Společenstva, kteří si na toto oslovení zvykli, a oslovovali jej tak z úcty a přátelství.
Za svého života vybojoval ještě mnoho bitev s nepřátelskými říšemi, které přežily Sauronův pád. Zemřel v roce 120 Č. v. ve svých 209 letech

## Popis postavy
Tolkien zpočátku zamýšlel Aragorna pouze jako hobita – hraničáře jménem Klusák, později se mu však postava „vymkla z rukou“. Aragorn se zpočátku zdál být otrhaným tulákem, později bylo odhaleno, že je 16. náčelníkem Dúnadanů Severu, a později se stal i Isildurovým dědicem a králem Obnoveného království.
Tolkien popisuje Aragorna jako vysokého, tmavovlasého, s šedýma očima a vážnou tváří a bledou pletí. Kromě toho, že byl statečný bojovník, byl také zběhlý v lovu, a díky své výchově i v uzdravování a elfských učenostech. Protože byl z númenorského královského rodu, byl mu dán třikrát delší život než běžným lidem.
Jde vlastně o postavu statečného rytíře na způsob např. krále Artuše – muže, který nikdy nezradí ušlechtilé ideály, nezradí přátele, zasvětí život boji proti zlu a jeho samotná osobnost vzbuzuje v nepřátelích děs. Není bez zajímavosti, že Aragorn nikdy v průběhu vyprávění nebyl nepřáteli zraněn a jen zřídkakdy podléhá únavě a skepsi.

## Film
Ve filmové trilogii Pán Prstenů od Petera Jacksona Aragorna ztvárnil americký herec Viggo Mortensen. Ve filmu se jeho postava zpravidla drží literární předlohy, až na několik výjimek:
- Ve filmu je kladen větší důraz na jeho vztah s Arwen, který se v knize objevuje spíše okrajově, ale podrobně je rozebrán v Dodatcích k Návratu krále.
- Po bitvě se Sarumanovými skřety ve Dvou věžích (která se v knize vůbec neobjevuje) je Aragorn těžce raněn a přátelé se domnívají, že je mrtev. To je v přímém rozporu s knižním pojetím Aragorna jako nezlomného bojovníka.
- V knize přicházejí na pomoc Aragornovi před bitvou na Pelennorských polích tři desítky Dúnadanů (jeho lidu z Eriadoru) a Elrondovi synové Elladan a Elrohir. Ve filmu místo toho přijíždí sám Elrond a donese Aragornovi znovu zkutý meč Andúril.
- Ve filmu použije Aragorn armádu Mrtvých nejen k porážce umbarských korzárů, ale i k samotnému vítězství v bitvě na Pelennorských polích.

| Předchůdce   | Aragorn II. Elessar Telcontar                                             | Nástupce     |
| Arathorn II. | Aragorn II. 16. náčelník Dúnadanů 2933 – 3019 T. v.                       | zánik titulu |
| Arathorn II. | Aragorn II. Elessar 39. Isildurův dědic 2933 T. v. – 120 Č. v.            | Eldarion     |
| Gandalf      | vůdce Společenstva Prstenu 15. ledna – 22. srpna 3019 T. v.               | zánik titulu |
| Eärnur       | Elessar Telcontar 34. král Gondoru 3019 T. v. – 120 Č. v.                 | Eldarion     |
| Eärendur     | Elessar Telcontar 11. král Arnoru 3019 T. v. – 120 Č. v.                  | Eldarion     |
| titul vznikl | Elessar Telcontar první král Obnoveného království 3019 T. v. – 120 Č. v. | Eldarion     |
| titul vznikl | Elessar patriarcha rodu Telcontarů 3019 T. v. – 120 Č. v.                 | Eldarion     |